# Vera Carrara
Vera Carrara (6 de abril de 1980) é uma ciclista italiana que compete em provas de ciclismo de estrada e pista.
Seus prêmios incluem, cinco medalhas, duas delas de ouro, conquistadas no campeonato mundial em corrida por pontos. Nos Jogos Olímpicos de 2004 em Atenas, ela participou na corrida por pontos e terminou em quarto lugar. Também competiu nos Jogos Olímpicos de 2008, participando de duas provas, na estrada individual e novamente corrida por pontos.